# ITRI
ITRI, Industrial Technology Research Institute of Taiwan R.O.C., är Taiwans teknikforskningsinstitut och betyder Industrial Technology Research Institute of Taiwan R.O.C.
År 1973 startades i Taiwan ITRI i form av ett forskningsinstitut som skulle fokusera på att öka farten på spridning av teknisk kompetens. Institutet är halvstatligt och Taiwan har mycket att tacka ITRI för i transformationen från fattigt jordbrukssamhälle till högteknologisk nation. 
Idag ligger främsta fokus på följande forskningsområden:
- Kommunikations- och optoelektronik
- Material-, kemi- och nanoteknologi
- Biomedicinsk teknik
- Avancerad tillverkning och system
- Energi och miljö

ITRI har också en mycket effektiv inkubatorverksamhet, med professor Yu Hsiao-Cheng som ansvarig. 
I och med att ITRI:s nuvarande chef Johnsee Lee har en bakgrund i bioteknik, indikerar det ett för Taiwan och ITRI väsentligt framtida forskningsområde.